# Mausa
Die Mausa ist ein Bach in Naumburg. Sie hat ihre Quellen im Buchholz. In Bad Kösen gibt es die Mausa, die über das Moortal, fälschlich Mordtal genannt, vom Knabenberg kommend, auch hier ihren Ursprung haben soll. Sie mündet in die Saale dicht beim Scheitbach.
Verlauf des Nebengrabens: Nebengraben ist ein Mischwasserkanal. Dieser Nebengraben mündet rechts bei Naumburg in die Saale. Auc er beginnt im Buchholz. Der größtenteils verdolte Kanal fließt über den Buchholzgraben, über das Salztor, die Freyburger Straße über die Moritzwiesen.

## Geschichte
Über den Nebengraben dieses Baches bezieht u. a. der Feldbaubetrieb auf den Moritzwiesen sein benötigtes Wasser.  So fließt er direkt u. a. unter der Freyburger Straße, wo er zu den Moritzwiesen abgeleitet wird. Die Freyburger Straße hieß um 1826 einmal An der Mausa. Er endet in der Saale. Das ist bereits seit der Frühen Neuzeit der Fall. So gibt es von 1602 eine Richtlinie zur Bewässerung der Krautländer durch die Mausa. In Wahrheit geht die Nutzung der Kleinen Saale und auch der Mausa für die bischöflichen Äcker bis in das Hochmittelalter zurück.
Es wurde einst angenommen, dass die Mausa ein künstlich angelegter Bach nahe am Mühlgraben des Kösener Wehres war. Doch hatte der Bach selbst längst einen natürlichen Verlauf. Auch wurde sie irrigerweise mit der Kleinen Saale als identisch angesehen. Sie ist jedoch Teil eines ausgeklügelten Be- und Entwässerungssystems und einer Wegeregulierung im Zusammenwirken mit der Kleinen Saale und dem Scheitbach gewesen. Die Quellen entspringen aber den Höhen des Buchholzes bei Naumburg, was Wilhelm Corssen richtig erkannte. Der Name Mausa wird auch für den Kösener Bereich geführt. Dieser hat dieselbe Quelle. Die Bezeichnung hat nichts mit Maus zu tun, sondern geht auf altdeutsche Bedeutungen wie "Wasser" oder "Sumpf" zurück.
Die Mausa sorgt gelegentlich durch Unterspülungen für Probleme im Naumburger Straßennetz. Auch die Brücken in Bad Kösen wurden von ihr in Mitleidenschaft gezogen. Die alte Mausabrücke von 1850 (gemauert) bzw. 1933 (Spurverbreiterung Beton) musste abgerissen und neu gebaut werden.